# Ieronim Emiliani
Sf. Ieronim Emiliani (Girolamo Miani) (n. 1485, Veneția - d. 1537, Somasca), s-a consacrat lui Dumnezeu ca și laic, nu a fost niciodată preot, este întemeietorul ordinului călugăresc regular Somasc.

## Viața
S-a născut la Veneția în anul 1486, într-o familie de patricieni. A îmbrățișat întîi cariera militară, având o viață aventuroasă. În timpul prizonieratului, s-a convertit și a început o viață nouă. S-a consacrat ajutorării săracilor, împărțindu-le și averea sa. A înființat, în 1532, Ordinul clericilor regulari de la Somasca ("Padri Somaschi"), pentru a se îngriji de copiii orfani și săraci. În anul 1537, îngrijind bolnavii, s-a molipsit de ciumă și a murit la 8 februarie 1537, la Somasca (Bergamo). A fost canonizat în 1767.

Sărbătorit în Biserica Catolică la 8 februarie.